# Angelo Maria Quirini

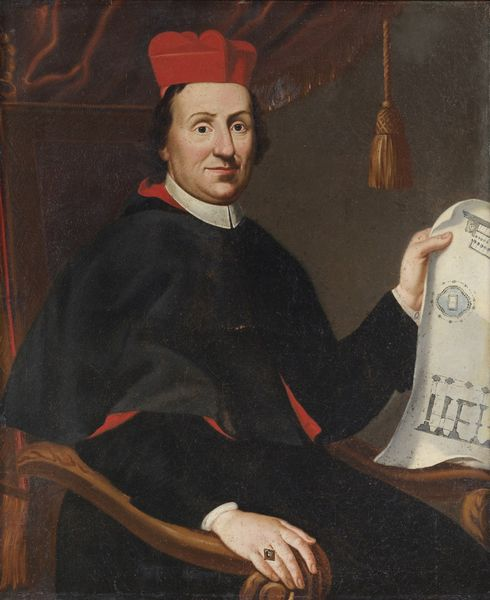
Angelo Maria Kardinal Quirini OSB (Gemälde eines unbekannten Meisters, 18. Jh.)

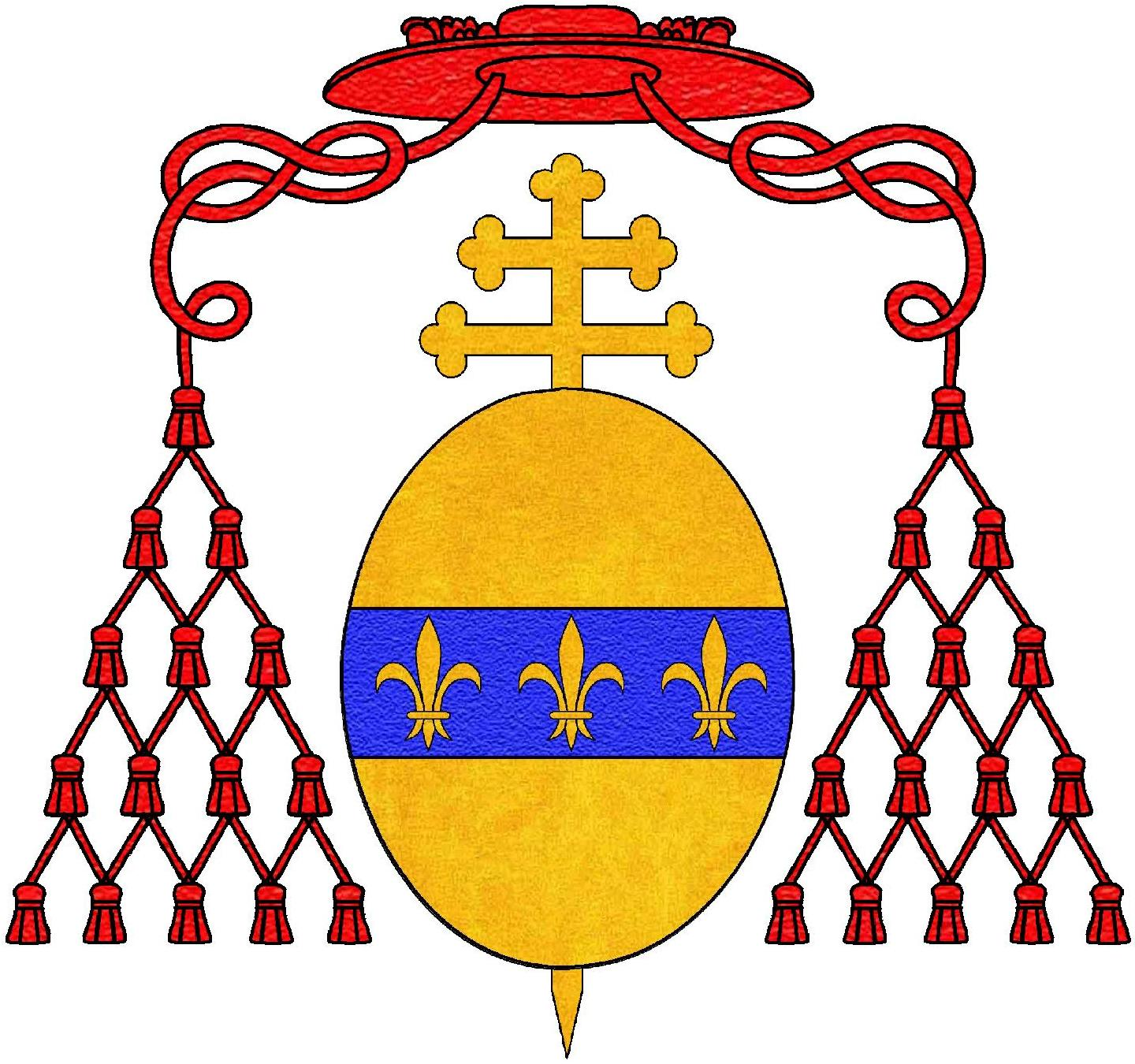
Kardinalswappen

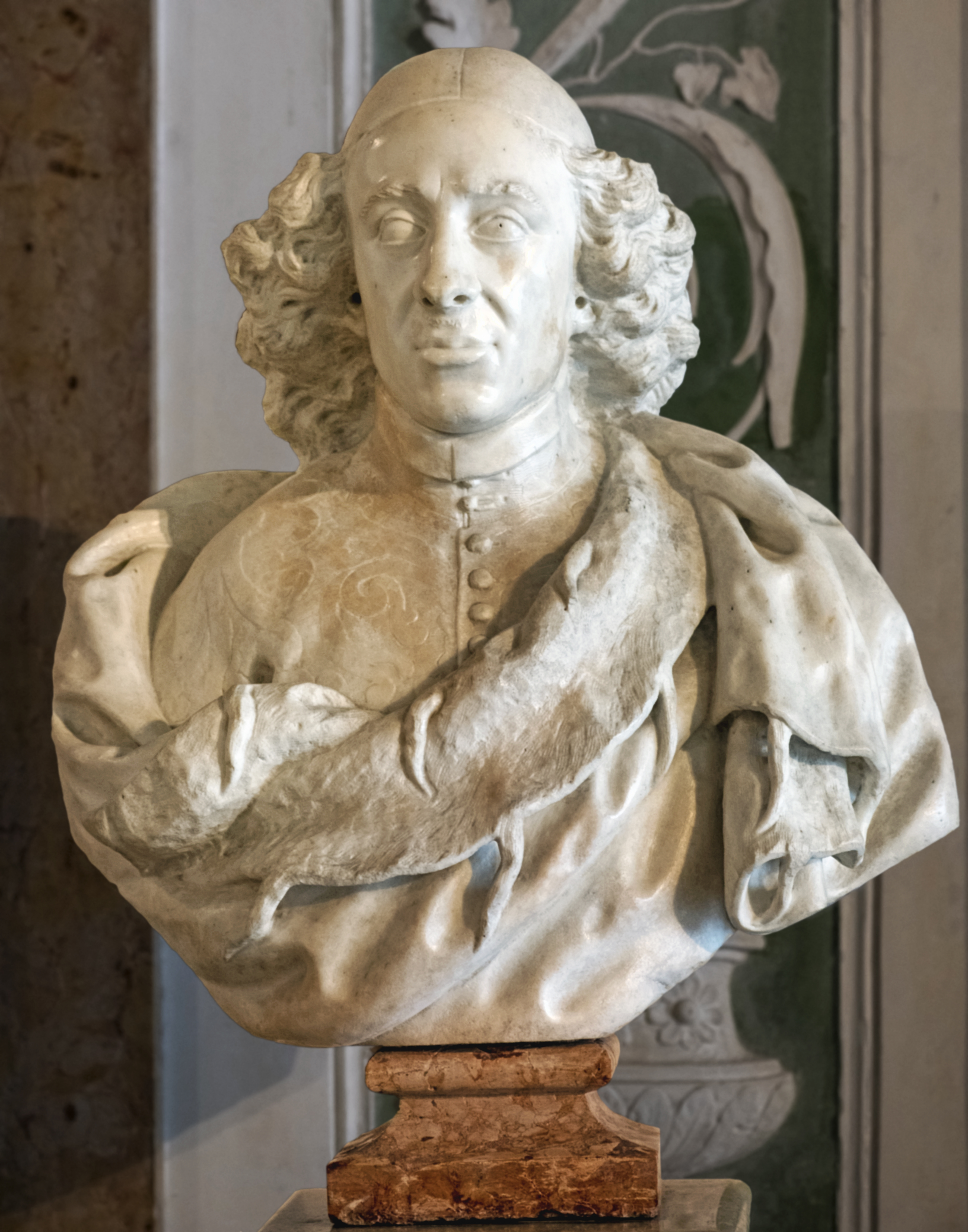
Angelo Maria Kardinal Quirini (Marmorbüste von Giacomo Cassetti, um 1730)

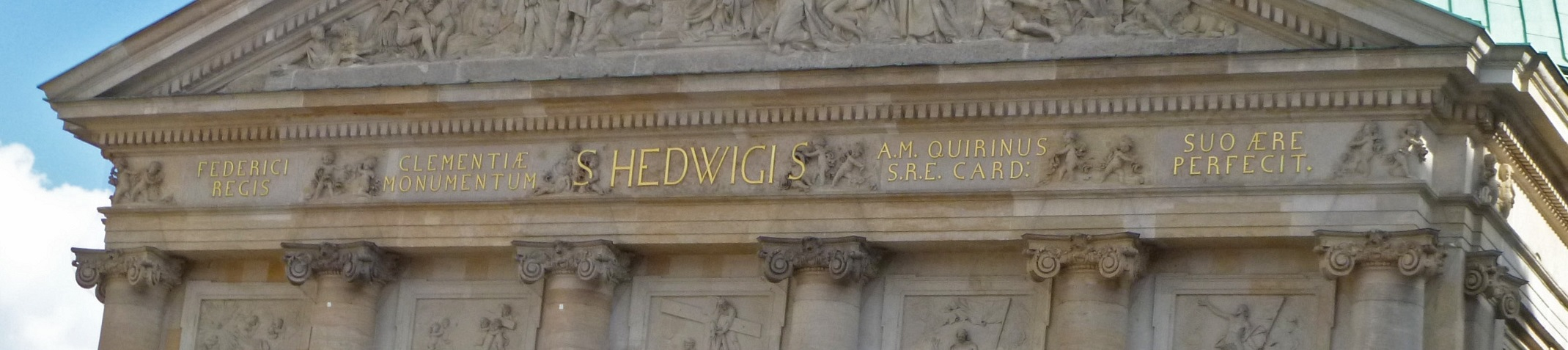
Giebelinschrift der Berliner St.-Hedwigs-Kathedrale:

Angelo Maria Quirini oder Querini OSBCas (* 30. März 1680 in Venedig als Gerolamo Qirini; † 6. Januar 1755 in Brescia) war Benediktiner und Kardinal der Römischen Kirche. Er ist der Gründer der Biblioteca Queriniana in Brescia, die heute noch besteht.
Quirini unterhielt Briefwechsel mit bedeutenden Gelehrten und Philosophen seiner Zeit, wie Voltaire, Johann Jakob Breitinger, Franz Ignatius Rothfischer, Abraham Gotthelf Kästner, Johann Christoph Gottsched, Georg Wilhelm Kirchmaier, Bernard de Montfaucon, Jean Henri Samuel Formey sowie mit Friedrich II. und Papst Benedikt XIV.

## Leben
Gerolamo Quirini war Abkömmling der venezianischen Patrizierfamilie Quirini Stampalia. Als 17-Jähriger trat er 1696 in Florenz in die dortige Benediktinerabtei der Cassinensischen Kongregation ein, erhielt den Ordensnamen Angelo Maria und empfing am 24. März 1702 die Priesterweihe. Er studierte Griechisch, Hebräisch und Mathematik. Von 1710 bis 1714 unternahm er Studienreisen nach Frankreich, den Niederlanden, Deutschland und England, wo er mit hervorragenden Vertretern der Aufklärung zusammentraf. Seit 1718 war er Mitglied der päpstlichen Kommission für die Revision der griechischen liturgischen Literatur. Im Jahr 1723 wurde er zum Erzbischof von Korfu ernannt, ein Amt, das er bis 1727 bekleidete. Die Bischofsweihe spendete ihm am 30. November 1723 in Rom Kardinal Francesco Barberini; Mitkonsekratoren waren Erzbischof Augusto Antonio Zacco, Bischof von Treviso, und Erzbischof Nicola Maria Tedeschi OSB.
Im Konsistorium vom 9. Dezember 1726 kreierte ihn Papst Benedikt XIII. zunächst in pectore zum Kardinal und machte Quirinis Erhebung am 20. November 1727 öffentlich. Ende Juli 1727 wurde er unter Beibehaltung des persönlichen Titels eines Erzbischofs zum Bischof von Brescia ernannt, was er bis zum Lebensende blieb. Nachdem er am 22. Dezember 1727 Kardinalsring und Birett empfangen hatte, erhielt Quirini als Kardinalpriester die Titelkirche Sant’Agostino. Bereits 1728 wechselte er zur Titelkirche San Marco und erhielt 1743 zusätzlich in Personalunion noch Santa Prassede. Ferner war er von 1743 bis 1754 Kardinalpriester von Santi Bonifacio e Alessio. Er nahm an den Konklaven von 1730 und 1740 teil. Im Jahr 1730 ernannte ihn Papst Clemens XII. zum Kardinalbibliothekar der Vatikanischen Bibliothek, 1740 zum Präfekten der Index-Kongregation.
Wegen Meinungsverschiedenheiten mit Benedikt XIV. wurde er 1751 in seine Diözese Brescia beordert. Er gründete die Biblioteca Queriniana, der er seine Kunst- und Antikensammlung vermachte.
Die Giebelinschrift der St.-Hedwigs-Kathedrale in Berlin nennt Kardinal Quirini als Hauptstifter.

## Auszeichnungen
- 1747 Mitglied der Akademie der Wissenschaften, Wien
- 1748 Mitglied der Berliner Akademie der Wissenschaften[4]
- 1748 Mitglied der Russischen Akademie der Wissenschaften
- 1755 Mitglied der Erfurter Akademie[5]

## Publikationen und Briefe
Quirini hinterließ rund 50 Schriften, darunter eine Geschichte seines Ordens, von Korfu und von Brescia, sowie einen umfangreichen Briefwechsel.
Briefe
- Ad doctissimum et clarissimum virum D. Bernardium Montefauconium, Monachum Germaniensis coenobii Lutetiae. Rom 1741.
- Lettera all'Emin.mo ... Card.le Angelo M.a Querini, bibliotecario della S.R.C., Vescovo di Brescia ec. intorno agl'Italiani, che dal secoloXI. insin verso alla fine del XIV. seppero di Greco / Di Giangirolamo Gradenigo.
- Angelo Maria Quirini, Georg Wilhelm Kirchmaier: Ad virum clarissimum Georg. Guil. Kirchmaierum consiliarium regium, et professorem p. in universitate Vitembergensi epistola. Briefwechsel. Brixen 1751.